# Government Aircraft Factories
Pour les articles homonymes, voir GAF.

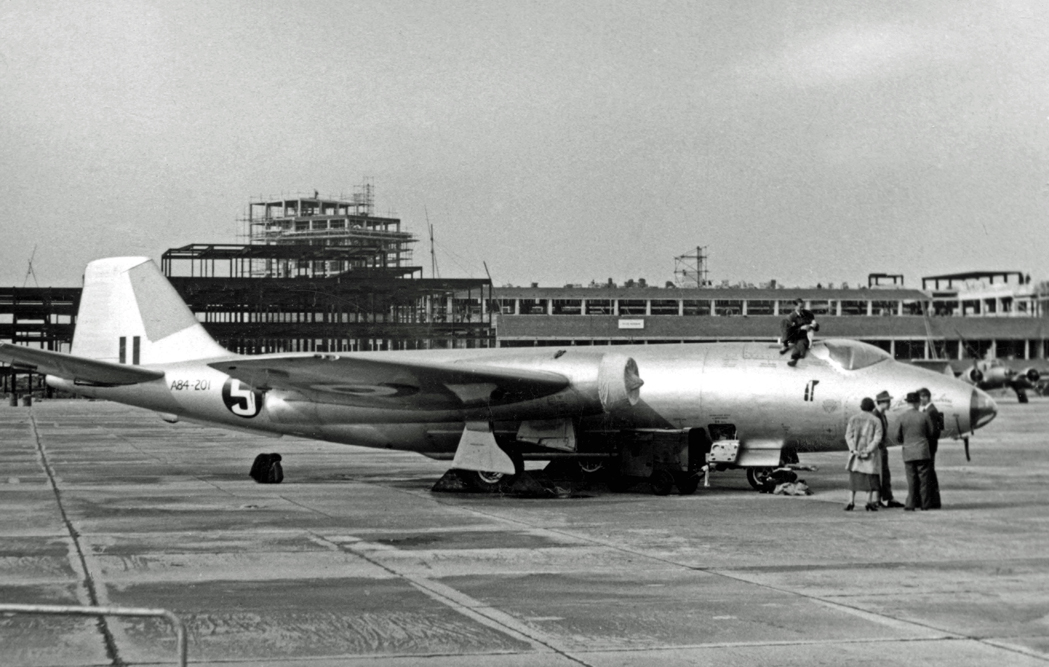
GAF Canberra B.20 de la RAAF à Heathrow en octobre 1953 avant le départ de la course Angleterre-Nouvelle-Zélande

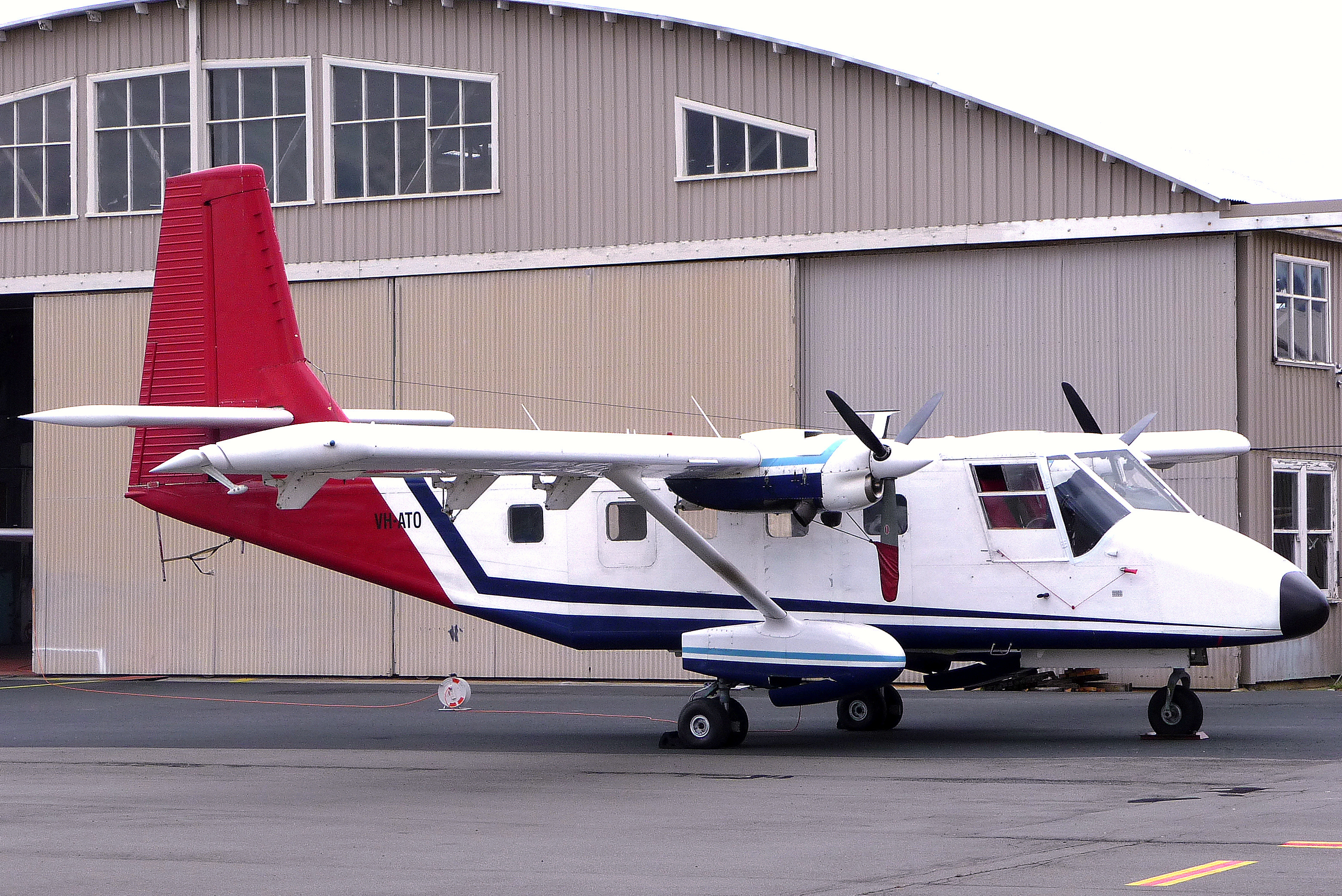
GAF Nomad

Government Aircraft Factories (GAF) était le nom d'une société aéronautique publique d'Australie créée en 1939 et située à Fishermans Bend dans la banlieue de Melbourne.

## Historique
Créée en 1939 en tant que Département de la production aéronautique (DAP), elle fut d'abord chargée de construire sous licence le Bristol Beaufort, puis le Bristol Beaufighter en 1944.
En 1987, GAF fut réorganisée et privatisée sous le nom Aerospace Technologies of Australia (ASTA). Elle est maintenant le noyau de Boeing Australie.

## Types d'avions produits
- Bristol Beaufort
- Bristol Beaufighter
- Avro Lincoln
- English Electric Canberra
- GAF Pika
- GAF Jindivik
- Malkara missile antichar
- Ikara (missile)
- Dassault Mirage III
- GAF Nomad
- McDonnell Douglas F/A-18 Hornet